# 六一〇ハップ

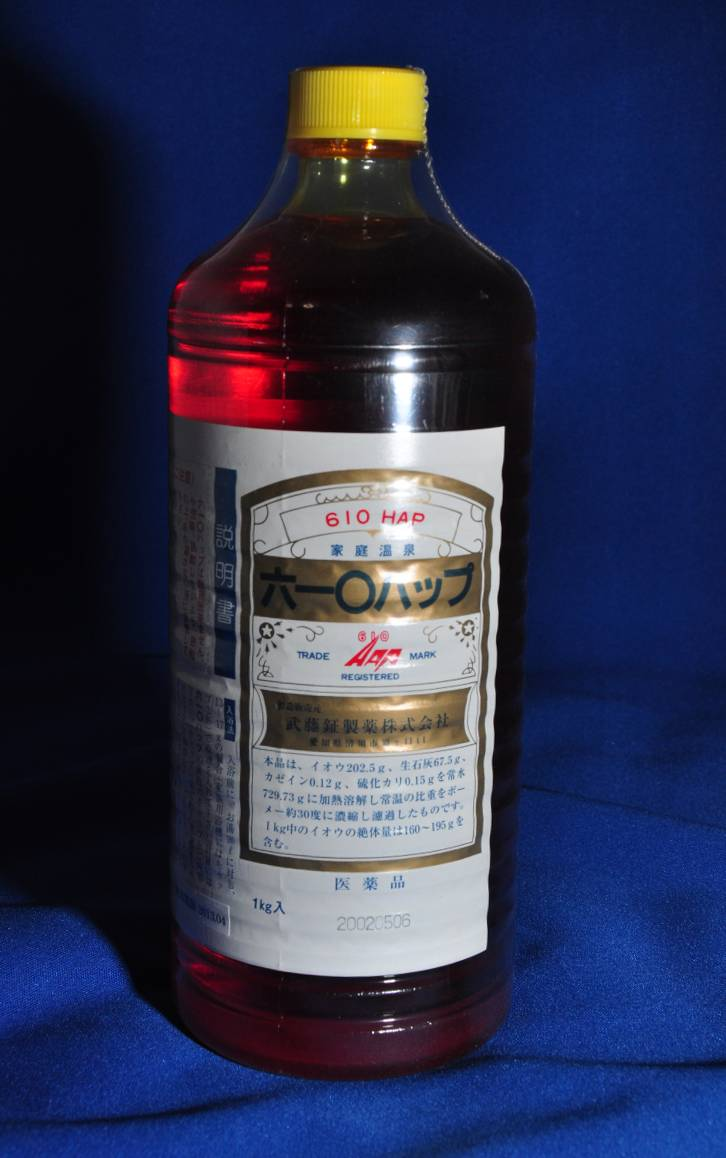
六一〇ハップ

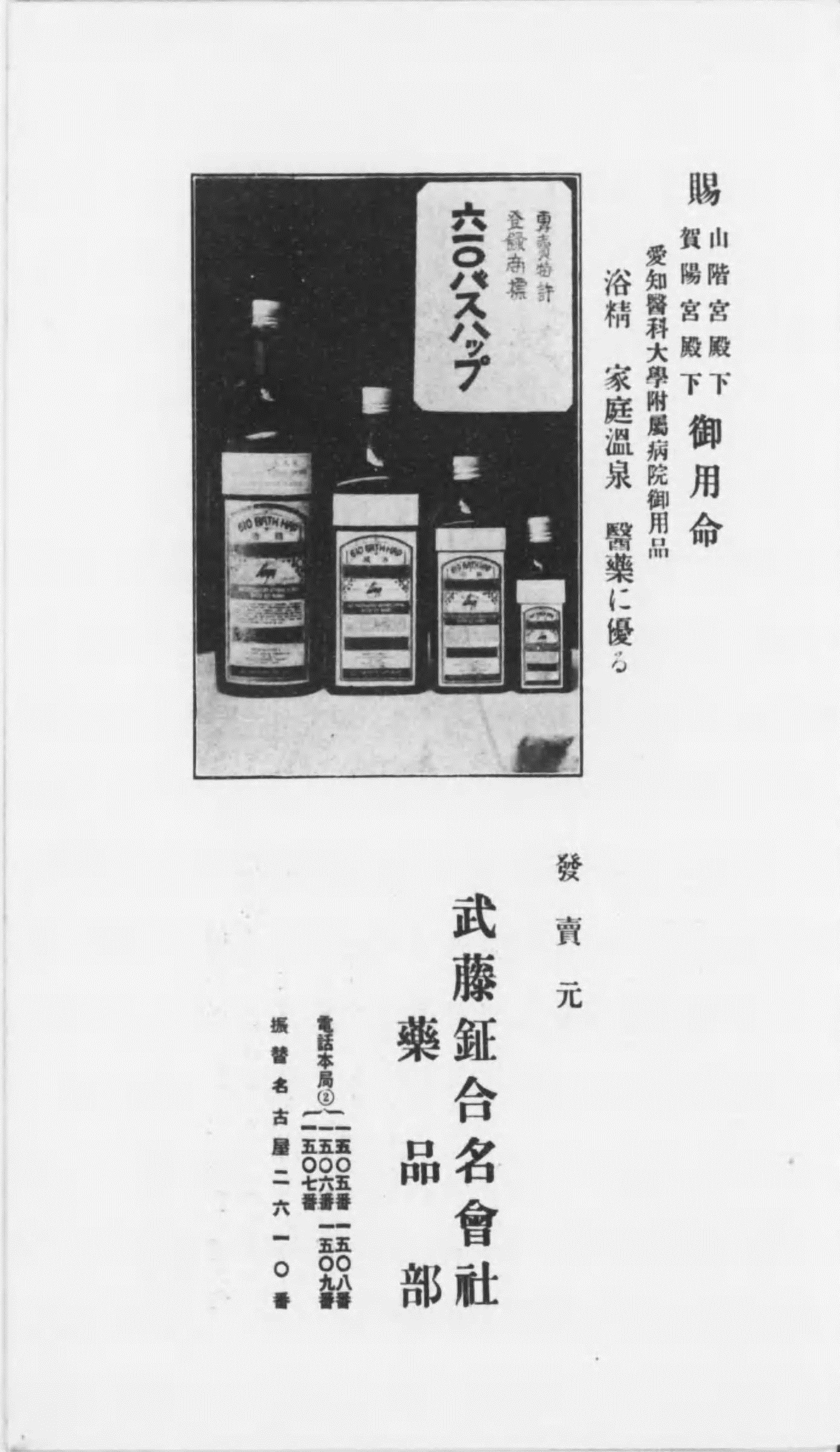
1929年（昭和4年）の広告

六一〇ハップ（むとうはっぷ）は、2008年まで武藤鉦製薬が販売していた入浴剤である。一般用医薬品として指定されていたため、薬局・ドラッグストアでしか販売されていなかった。
考案者の初代武藤鉦八郎から「六一〇」、英語のハッピーから「ハップ」を取り、この2つを合わせて「六一〇ハップ」という名称にした。なお、この入浴剤の瓶に貼られている用紙には「610HAP」と記載され、英語のhapには、出来事、事件、運命、偶然という意味がある。
類似品に、草津温泉ハップ、湯の花がある。

## 歴史
旧日本軍の衛生兵であった武藤鉦八郎が考案し、1927年（昭和2年）に発売された。
同製品は硫黄を成分とし、元の赤っぽい色の液体がお湯に溶けることで白濁するとともに硫黄臭がひろがり、あたかも硫黄泉に入っているような気分にさせられる。他には、銀の指輪などの装身具や、銅板のいぶし加工再処理にも用いられた。
湯が白濁することを利用して、一昔前の映画やテレビドラマの女優の入浴シーンでもよく使われていた。白濁が強く透けて胸部が見えないことに加えて美肌効果があることで、女優陣には好評で、撮影で使って気に入り、プライベートでも使うようになった女優も多かったという。
しかし、2007年（平成19年）頃から、硫化水素ガスを発生させることによる自殺目的での使用が多発したために社会問題となり、2008年（平成20年）4月に販売自粛の措置が講じられた。同年7月末で自粛要請は解除されたものの、販売の見通しが立たなくなってきたことや、後継者不足などの社内事情も重なり、同年10月末で生産工場が操業を停止した。なお、六一〇ハップの容量は、1キログラムと440グラムの2種類が存在していた。

## 効能
入浴：あせも、しっしん、水虫、にきび、ただれ、あかぎれ、しもやけ、荒れ症、かいせん（疥癬）、いんきん、たむし、冷え症、神経痛、痔、リュウマチ、腰痛、肩のこり、うちみ、疲労回復、産前産後の冷え症、くじき、ひび
塗布：水虫、たむし、いんきん
湿布：神経痛、リュウマチ
本来の用法ではないが、金属工芸家の間では銅あるいは銀の表面処理に使われていた。表面を硫化してから研磨剤を掌に付けて磨きコントラストを付けるには、入手も容易で好んで用いられていた。

## 成分
硫黄202.5 g、生石灰67.5 g、カゼイン0.12 g、硫化カリウム0.15 gを常水729.73 gに加熱溶解し、常温の比重をボーメー約30度に濃縮し、濾過したもの。

## 注意事項
- 硫黄分により風呂釜、浴槽を傷める可能性があるため、利用前に浴槽の材質を確認し、利用後は清掃が必要。
- 貴金属の類は必ず外して入浴すること。
- 硫化水素ガスの発生を防ぐため、他の酸性の成分と混ざる可能性のある環境で使用しない。
- 幼児の手の届く場所に置かない。